# Condado de San Miguel (Colorado)
El condado de San Miguel (en inglés: San Miguel County), fundado en 1883, es uno de los 64 condados del estado estadounidense de Colorado. En el año 2000 tenía una población de 6594 habitantes con una densidad poblacional de 2 personas por km². La sede del condado es Telluride.

## Geografía
Según la Oficina del Censo, el condado tiene un área total de 3337 km² (1288,4 mi²), de la cual 3332 km² (1286,5 mi²) es tierra y 5 km² (1,9 mi²) (0.15%) es agua.

### Condados adyacentes
- Condado de Montrose - norte
- Condado de Ouray - este
- Condado de San Juan - sureste
- Condado de Dolores - sur
- Condado de San Juan (Utah) - oeste

## Demografía
En el 2000 la renta per cápita promedia del condado era de $48 514, y el ingreso promedio para una familia era de $60 417. En 2000 los hombres tenían un ingreso per cápita de $35 922 versus $30 278 para las mujeres. El ingreso per cápita para el condado era de $35 329. Alrededor del 10.40% de la población estaba bajo el umbral de pobreza nacional.

## Ciudades y pueblos
- Mountain Village
- Norwood
- Ophir
- Placerville
- Sawpit
- Telluride